# 舒姆斯基灣
67°4′S 67°21′W / 67.067°S 67.350°W
舒姆斯基灣是南極洲的海灣，位於葛拉漢地的盧貝海岸，處於阿羅史密斯半島西北部的哈努斯灣南部，英國研究隊根據測量和空中照片繪入地圖。